# Cork South-West (kiesdistrict)
Cork South West is een kiesdistrict in de Republiek Ierland bij de verkiezingen voor Dáil Éireann, het lagerhuis van het Ierse parlement. Het district werd gesticht in 1961 en omvat het zuiden van het graafschap Cork met plaatsen als Bantry en Skibbereen. Het heeft steeds 3 leden voor de Dáil gekozen.
In 2007 wist Fine Gael 2 zetels te halen, een winst van 1. Fianna Fáil verloor een zetel. Van de zittende TD's van die partij was een teruggetreden, de andere verloor zijn zetel aan een nieuwkomer die in 2002 nog mee had gedaan als onafhankelijke kandidaat en toen kansloos voor een zetel was geweest.

## Referendum
Bij het abortusreferendum in 2018 stemde in het kiesdistrict 64,5% van de opgekomen kiezers voor afschaffing van het abortusverbod in de grondwet.